# Рорети
Рорети (англ. Roreti) — деревня в Кирибати. Самый большой населенный пункт на атолле Арораэ.

## Описание
Рорети расположена на атолле Арораэ в архипелаге Острова Гилберта, в самой южной части страны, в 600 км на юго-восток от столицы, Южной Таравы. Ближайшее крупное поселение деревня Тамароа находится в 6,7 км на север от Рорети.
Деревня Рорети расположена на высоте 11 метров над уровнем моря. Рельеф вокруг Рорети плоский. Самая высокая точка поблизости находится на высоте 20 метров над уровнем моря, в 1,6 км на юго-восток от Рорети.
Среднегодовая температура в окрестностях составляет 25 °С . Самый теплый месяц — февраль, когда средняя температура 26°С, а самый холодный — апрель, когда 24°С. Среднегодовое количество осадков составляет 1372 миллиметра. Самый влажный месяц — апрель, в среднем выпадает 231 мм осадков, а самый сухой — ноябрь, выпадает 38 мм осадков.
Климат тропический жаркий, но смягчается постоянно дующими ветрами. Как и в других местах на юге островов Гилберта, на Рорети время от времени обрушиваются циклоны.
Население деревни постоянно сокращается — в 2006 году оно составляло 1100 человек, в 2010 году 764, в 2015 году в деревне насчитывалось 655 жителей, в 2020 г. — 531.
В Рорети есть церковь, построенная Лондонским миссионерским обществом (которое впоследствии преобразовалось в Протестантскую церковь Кирибати) в 1879 году из известняка, добытого на острове.